# Stenacron carolina
Stenacron carolina je druh jepice z čeledi Heptageniidae. Žije v Severní Americe. Jako první tento druh popsal Banks v roce 1914.